# Acrossus ustulatus
Acrossus ustulatus är en skalbaggsart som beskrevs av Edgar von Harold 1862. Acrossus ustulatus ingår i släktet Acrossus och familjen Aphodiidae. Inga underarter finns listade i Catalogue of Life.